# Selekcja (programowanie)
Selekcja w programowaniu, czyli odniesienie do składowej – zawarta w kodzie źródłowym operacja odniesienia (odwołania, selekcji, wyboru) do pewnej składowej struktury danych. Takie odwołanie umożliwia:
- przypisanie składowej określonej wartości
- odczytanie (pobranie) wartości przechowywanej w składowej
- wywołanie podprogramu stanowiącego składową.

## Sposoby odniesienia
W językach programowania stosuje się następujące sposoby odniesienia do składowych struktur:
- desygnator
- pomijanie nazwy struktury, w przypadku stosowania unikatowych identyfikatorów składowych
- instrukcja wiążąca
- dodatkowa nazwa dla składowej
- słowo określające właśnie definiowaną strukturę.

## Struktury danych
W różnych językach programowania istnieje możliwość definiowania w kodzie źródłowym i używania struktur danych, składających się z pól (zmiennych) różnych typów, oraz ewentualnie (w przypadku klas), także metod (podprogramów), wykonujących określone operacje na definiowanej strukturze i komunikacji z otoczeniem.
Typowe struktury danych, do których stosuje się selekcje, to m.in.:
- struktura[3][4][5], rekord[6][7][8][9]
- unia[3][4][5], rekord z wariantami[6][7][8][9]
- klasa, typ obiektowy[4][7][10]
- rekord bazy danych[11].

Oprócz powyższych, typowych struktur danych, selekcje mają zastosowanie również w przypadku definiowania odrębnych jednostek programowych, takich jak np. moduły, biblioteki, pakiety, wyliczenia, czy przestrzenie nazw, w celu wskazania właściwego elementu, reprezentowanego w kodzie źródłowym za pomocą pewnego identyfikatora, który to identyfikator może odnosić się do różnych elementów zdefiniowanych w odrębnych jednostkach. Selekcja umożliwia wybór elementu z konkretnej jednostki i jest stosowania w przypadku wystąpienia konfliktów nazw (jednakowych identyfikatorów).

## Elementy składowe
Jak wyżej wspomniano struktura danych może zawierać następujące rodzaje składowych:
- pola
- metody (dla klas, obiektów).

Elementy składowe struktury mogą być rozmieszczone w pamięci:
- jedna składowa za drugą[3][7]
- jedna składowa za drugą, ale z rozmieszczeniem od określonego miejsca w pamięci, np. granicy słowa[12]
- począwszy od tego samego miejsca w pamięci – adresu (unie i pola wariantowe)[7][4].

W rozpatrywanym kontekście, zasygnalizowany powyżej podział składowych i ich sposób rozmieszczenia, nie ma wpływu na sposób specyfikacji operacji selekcji. Jednakże pewne przypadki szczególne limitują możliwość odniesienia do pewnych składowych, np. w polach wariantowych, gdy zapisany aktualnie rekord posiada atrybuty dla innego wariantu.
Bardzo ważną zasadą jest możliwość zagnieżdżania struktur danych, tzn. pole pewnej struktury może stanowić również strukturę danych. Takie zagnieżdżanie, we współczesnych systemach programowania jest niemal nieograniczone. Oznacza ono stosowanie wielokrotnych desygnatorów pól, przy odwołaniu do pól najbardziej zagnieżdżonych w hierarchii struktur.

## Miejsce stosowania
Zasadniczo selekcje stosuje się wewnątrz kodu definiującego określony algorytm. Selekcje jednak muszą także występować w przypadku deklaracji i definicji. Takie konstrukcje spotyka się głównie w tych językach, w których składnia umożliwia oddzielenie deklaracji pewnej struktury (klasy, pakietu itp.), od definicji poszczególnych składowych (metod), w których to definicjach umieszcza się selekcję, do której klasy dana metoda przynależy.

## Przegląd selekcji

### Desygnator pola
Desygnator pola; operator selekcji; odniesienie, odwołanie do składowej; operator wyboru; to operator lub symbol leksykalny zdefiniowany w określonym języku programowania, umożliwiająca w kodzie źródłowym odniesienie do pola lub metody, stanowiącego składową pewnej, zdefiniowanej danej strukturalnej. Zwykle jest to podstawowy sposób selekcji składowej. Występuje w każdym języku programowania wysokiego poziomu, w którym występują struktury danych wskazane wyżej. Polega na specyfikacji poszczególnych poziomów hierarchicznej struktury zagnieżdżenia danych, za pomocą odpowiedniego symbolu lub operatora.
Zalety:
- jednoznaczność jawnej i pełnej specyfikacji hierarchii

Wady:
- przy wielokrotnych zagnieżdżeniach zapis odwołania może być bardzo długi
- nużące i podatne na błędy zapisywanie takich odwołań
- zaciemnianie kodu źródłowego.

Najczęściej stosowanym desygnatorem jest kropka, np. w językach
Pascal
, C
, C++
, PL/I
, Ada
, Modula-2
, Visual Basic
i wielu innych.
Przykład w języku Visual Basic for Applications (porównaj z instrukcją wiążącą):
```
  
Selection
.
Font
.
Bold
 
=
 
MBold

  
Selection
.
Font
.
Italic
 
=
 
MItalic

  
Selection
.
Font
.
Underline
 
=
 
MUnderline

  
Selection
.
Font
.
Spacing
 
=
 
MSpacing

  
Selection
.
Font
.
Size
 
=
 
MSize

```

### Instrukcja wiążąca
Ten sposób stosowany jest w takich języka jak np. Ada, Pascal, Modula-2, Visual Basic.
Zalety:
- zwięzłość zapisu
- strukturalność zapisu
- jawna specyfikacja, że w danych fragmencie kodu występuje skrócone odwołanie do składowych

Wady:
- trudności w analizie kodu przez człowieka
- konieczność stosowania desygnatorów w danym fragmencie przy kilku strukturach o składowych z identycznymi nazwami.

Przykład w języku Visual Basic for Applications (porównaj z desygnatorem pola):
```
With
 
Selection
.
Font

  
.
Bold
 
=
 
MBold

  
.
Italic
 
=
 
MItalic

  
.
Underline
 
=
 
MUnderline

  
.
Spacing
 
=
 
MSpacing

  
.
Size
 
=
 
MSize

End
 
With

```

Należy nadmienić, że powyższy zapis nazw pól w instrukcji wiążącej, polegający na poprzedzeniu identyfikatora składowej desygnatorem (w tym przypadku kropką), jest specyficzny dla systemu Visual Basic. Wiąże się on z wyborem przez programistę składowej, z listy składowych, która otwiera się automatycznie po wprowadzeniu, w edytorze tego systemu programowania, desygnatora. W językach takich jak Pascal czy Modula-2, nie poprzedza się desygnatorem, w instrukcji wiążącej, identyfikatora składowej struktury wyspecyfikowanej w nagłówku instrukcji wiążącej.

### Słowo kluczowe
Ten rodzaj selekcji, dzięki swojej składni, kładzie nacisk na pole jako ważniejszy element w porównaniu do całej struktury.
Zalety:
- jednoznaczność odwołania

Wady:
- niewygodny zapis.

Przykłady:
- Algol 68[13][1]: pole of record,
- COBOL[14][1]: pole in record.

### Pomijanie nazwy struktury
Rzadko występujący sposób odwołań (np. PL/I, COBOL). Polega on na podawaniu samej nazwy pola, nie poprzedzonej nawą struktury, do której pole przynależy. Jest to forma niejawnej specyfikacji selekcji, krytykowany jednak w literaturze przedmiotu za wady znacznie przewyższające zaletę zwięzłości zapisu.
Zalety:
- zwięzłość zapisu

Wady:
- konieczność znajomości deklaracji wszystkich struktur, tak aby tworzyć unikatowe identyfikatory także dla składowych
- co również oznacza brak możliwości stosowania przy zagnieżdżeniu w strukturze więcej niż jednej, jednakowej struktury podrzędnej, za względu na powtarzanie się identyfikatorów
- trudności przy zmianie kodu.

### Nazwa składowej
To rozwiązanie polega na wprowadzenie dodatkowej deklaracji identyfikatora dla wybranego odwołania do składowej. Zastosowane zostało m.in. w języku Ada, COBOL, Euclid.
Zalety:
- zwięzłość zapisu
- jawna specyfikacja, wyprzedzające selekcji skróconej

Wady:
- konieczność dodatkowej deklaracji
- zwiększenie ilości identyfikatorów w kodzie.

Przykład w języku Ada:
```
  
odw
:
 
'''
renames
'''
 
str
.
str_wewn
.
pole
;

```

### Słowo odwołujące do definiowanej struktury
Ten sposób selekcji dotyczy definiowana metod przynależnych do określonej klasy. W kodzie takiej definicji można użyć określonego w składni słowa identyfikującego definiowaną klasę, bez specyfikacji literalnej nazwy klasy. Stosowane są słowa sugerujące takie właśnie wskazanie:
- Self : Turbo Pascal[7], Smalltalk[1]
- this : C++[4]
- Me : Visual Basic[10].

## Selekcje modułów
Definicja obiektu kodu (np. zmiennej, podprogramu itp.) o określonym identyfikatorze, w pewnej, niezależnej, odrębnej jednostce (module, bloku itp.), może spowodować albo konflikt nazw z inną równorzędną jednostką, albo przesłonięcie nazwy w jednostce zagnieżdżonej. Każde odwołanie do identyfikatora spowoduje odwołanie do obiektu lokalnego. W celu umożliwienia odwołania do obiektu zewnętrznego, lub jawnego wskazania, o element z której jednostki programowej chodzi, stosuje się selekcje, w postaci desygnatora, analogicznie jak w odniesieniu do struktur danych. Takie rozwiązanie dostępne jest między innymi w Turbo Pascalu i Visual Basicu, w tym także w VBA, a w języku Python obowiązkowe.
Przykład w Turbo Pascalu:
```
  
uses
 
Crt
;

  
begin

    
{ brak selekcji spowodowałby użycie procedury writeln modulu Crt }

    
System
.
writeln
;

    
…

  
end
.

```

## Selekcje w językach programowania
| język programowania | desygnator       | desygnator                                  | pomijanie nazwy struktury | instrukcja wiążąca              | dodatkowa nazwa      | słowo własne                |
| język programowania | rodzaj jednostki | oznacznik, symbol                           | pomijanie nazwy struktury | instrukcja wiążąca              | dodatkowa nazwa      | słowo własne                |
| ------------------- | ---------------- | ------------------------------------------- | ------------------------- | ------------------------------- | -------------------- | --------------------------- |
| Ada                 | symbol           | . (kropka)                                  | N                         | with str do instrukcja          | idf:typ renames ob_p | N                           |
| C                   | operator         | - . (kropka) - -> (strzałka dla wskaźników) | N                         | N                               | N                    | N                           |
| Modula-2            | symbol           | . (kropka)                                  | N                         | WITH str DO instrukcje END      | N                    | N                           |
| Pascal              | symbol           | . (kropka)                                  | N                         | with str do instrukcja          | N                    | Self (Turbo/Borland Pascal) |
| Visual Basic        | symbol           | . (kropka)                                  | N                         | WITH str do instrukcje END WITH | N                    | Me                          |